# Hyperechia xylocopiformis
Hyperechia xylocopiformis är en tvåvingeart som först beskrevs av Walker 1849.  Hyperechia xylocopiformis ingår i släktet Hyperechia och familjen rovflugor. Inga underarter finns listade i Catalogue of Life.